# Liste der Monuments historiques in Olley
Die Liste der Monuments historiques in Olley führt die Monuments historiques in der französischen Gemeinde Olley auf.

## Liste der Immobilien
| Bezeichnung    | Beschreibung           | Standort                    | Kennzeichnung | Schutzstatus | Datum | Bild           |
| -------------- | ---------------------- | --------------------------- | ------------- | ------------ | ----- | -------------- |
| Kirche St-Rémy | ab dem 11. Jahrhundert | Rue Maréchal Leclerc (Lage) | PA00106325    | Classé       | 1875  | weitere Bilder |
| Beinhaus       | bezeichnet 1541        | Place Henrion Justin (Lage) | PA00106326    | Classé       | 1990  | weitere Bilder |

## Liste der Objekte
| Bezeichnung                  | Beschreibung | Standort                     | Kennzeichnung | Schutzstatus | Datum | Bild |
| ---------------------------- | --- | ---------------------------- | ------------- | ------------ | ----- | ---- |
| Skulptur Johannes der Täufer | Nussbaumholz, farbig gefasst und vergoldet, 17. oder 18. Jahrhundert                                                | in der Kirche St-Rémy (Lage) | PM54001769    | Inscrit      | 1994  |      |
| Kruzifix                     | Holz, farbig gefasst, 18. Jahrhundert                                                                               | in der Kirche St-Rémy (Lage) | PM54001766    | Inscrit      | 1994  |      |
| Ehemaliger Hauptaltar        | Altartisch, Tabernakel und drei Skulpturen; Holz, farbig gefasst und vergoldet, um 1740; heute im linken Querschiff | in der Kirche St-Rémy (Lage) | PM54001765    | Inscrit      | 1994  |      |
| Skulptur Heiliger Remigius   | Kalkstein, farbig gefasst, bezeichnet 1677                                                                          | in der Kirche St-Rémy (Lage) | PM54001767    | Inscrit      | 1994  |      |
| Taufbecken                   | korinthisches Kapitell, gallorömisch, Ende des 19. Jahrhunderts zum Taufbecken umgearbeitet                         | in der Kirche St-Rémy (Lage) | PM54001768    | Inscrit      | 1994  |      |